# Balassa Demeter
Balassa Demeter magyar főúr volt a 13/14. század fordulóján; a feltörekvő Balassa család (akkor nevén, két legfontosabb erősségük után Gyarmati, illetve Kékkői család) legbefolyásosabb tagja. Apja Gyarmati Miklós volt, ezért neve helyenként Miklós fia Demeter alakban fordul elő.
1290-ben már pozsonyi és zólyomi ispán volt. Ebben az évben egy családi viszálykodásba avatkozott be sikeresen. Történt ugyanis, hogy rokona, „Forró” Péter ispán halála (1285) után az ő veje, a Hontpázmány nembeli Lampért nemcsak a kékkői várbirtokot bitorolta el a jogos örökösöktől, de még a közeli Gyarmat lakótornyát is elfoglalta. A felháborodott rokonság Demetertől két segítséget, és ő erős csapattal érkezett rendet tenni. Az összefogó rokonok megostromolták és elfoglalták az elbitorolt várakat. Azt, hogy a segítség nem volt önzetlen, abból tudhatjuk, hogy az (egyik) örökös, bizonyos Biter (Byter) ispán „hálája jeléül” Kékkő várának egyharmadát, valamint Gyarmat várát és helységét unokatestvérének, Demeternek adta át.
Az Árpád-ház kihalása után a trónkövetelők közül II. Vencel (Cseh- és Lengyelország királya, IV. Béla dédunokája) trónigényét támogatta. Minden bizonnyal (a Kronika Zbraslavská név szerint említi, a Képes Krónikában csak annyi áll, hogy a Balassa család egy tagja) részt vett annak a főúri delegációban, amely Prágába utazott Vencel felkérésére (és megegyezett vele, hogy nem ő lesz a magyar király, hanem 12 éves fia, a későbbi III. Vencel). A család egységes pártállásának jeleként a Kronika Zbraslavská név szerint erre az útjára elkísérte rokona, Balassa Werner is. Az 1304. augusztus 24-én Pozsonyban a királyuknak Károlyt elismerő magyar egyházi és világi méltóságok gyűlésén a Balassa család egy tagja sem vett részt.
1306 nyarán Károly Róbert már elég erősnek érezte magát arra, hogy az ellene szegülő urak közül legalább egy középerős családot meghódoltasson, és erre a célra a Balassákat választotta. Ezért hadat vezetett Demeter és Dancs ellen, és elvette több várukat:
- Zólyom,
- Zólyomlipcse,
- Dobronya,
- Palojta (? – Palojta egykori várát 1306-ban Csák Máté foglalta el a Zólyomiaktól).

A kettős fenyegetés hatására Demeter és vele a Balassa család nagy része belépett Csák Máté famíliájába. Máté jelentős tisztségeket bízott a hadviselt, jó vezetőnek számító Demeterre. 1312 elején egy kisebb csapattal őt küldte Aba Amadé fiainak segítségére, amikor Károly Róbert haddal indult Sáros vára ellen. Demeter sikerrel védte a várat március végétől májusig, amikor is a királynak a felmentő had közeledtével fel kellett adnia az ostromot, hogy a túlerő elől kitérve fel tudjon húzódni csapataival a Szepességbe.
Ezután a Tekele nembelieket hagyta hátra a vár védelmére, ő maga pedig átvette az Abák csapatainak parancsnokságát. Csatlakozott seregével a Nagy Aba vezette felmentő hadhoz, és az így összevont erőkkel elkezdték Kassa ostromát. Ezután 1312. június 15-én a király felmentő seregével vívott rozgonyi csatában esett el.